# Il ladro onesto
Il ladro onesto (in russo: Честный вор, Čestnyj vor) è un racconto del 1848 scritto da Fëdor Dostoevskij; la storia racconta del tragico destino occorso all'ubriacone Emelyan Ilyitch.

## Trama
Il narratore assume un inquilino nel suo appartamento, un vecchio soldato di nome Astafij Ivanovič. Un brutto giorno un ladro ruba il cappotto al narratore ed Astafy tenta d'inseguirlo per catturarlo, ma senza successo. L'ex militare pare esser rimasto davvero costernato dal furto e torna più e più volte sul luogo dell'accaduto; sia il narratore che Astafy condividono lo stesso verace disprezzo nei confronti dei ladri.
Una notte il soldato racconta una storia riguardante un ladro onesto in cui egli s'era una volta imbattuto e di come in una taverna aveva nuovamente incontrato, dopo anni di reciproca lontananza, Emelyan Ilyič; quest'ultimo indossa una giacca a brandelli che non passa inosservata. Già ubriaco fradicio non aveva neppure i soldi per pagare le consumazioni ed Astafy s'incarica del debito.
Da allora in poi Emelyan comincia a seguire dappertutto l'amico in una maniera quasi patetica e finendo per farsi invitare nell'appartamento dove abita attualmente il militare; pur non essendo in condizioni economiche agiate neppure per se stesso Astafy comincia con benevolenza a prendersi cura dell'antica conoscenza, ben consapevole del grave problema d'alcolismo che affligge Emelyan.
Inutilmente tenta a più riprese d'invitarlo a smettere di bere, non potendo con quella cattiva abitudine mai essere in grado di sostenere se stesso; dopo un po' il soldato si trova costretto a trasferirsi e s'aspetta così di non rivedere più l'amico. Ma poco tempo dopo Emelyan appare davanti alla porta della sua nuova abitazione, e i due riavviano lo stretto rapporto che avevano intrattenuto prima.
Astafy sostiene Emelyan con vitto e alloggio, anche se a volte quest'ultimo finisce con lo scomparire per interi giorni per ritornare poi ubriaco e semi assiderato. Astafy, sempre a corto di soldi, finisce con il trovare un impiego in un negozio di sartoria: dovendo preparare un paio di calzoni per un cliente benestante pensa di poterli rivendere in nero per qualche abito più utile e necessario ed un po' di cibo.
Quando però ha deciso di compiere quella piccola truffa non riesce più a trovare i calzoni che si era portato a casa per terminare il lavoro. Emelyan si trova in quell'occasione ubriaco come al solito, ma nega recisamente il furto. Qualche tempo dopo, a seguito di una violenta lite tra i due, Emelyan lascia l'appartamento di Astafy, non più ritornandovi per interi giorni.
Astafy si mette alla ricerca dell'amico, ritrovandolo infine quasi morto di fame e congelato; riportatolo a casa gli è però subito chiaro che ha i giorni contati. Poco prima di morire Emelyan si sforza di raccontare ad Astafy qualcosa riguardante i calzoni: le sue ultime parole sono l'ammissione di averli rubati.